# Салмин, Сергей Александрович
Сергей Александрович Салмин (род. 25 июня 1975, Бузулук, Оренбургская область, РСФСР, СССР) — российский политический и государственный деятель. Глава Оренбурга с 24 марта 2022 года.

## Биография
Сергей Александрович Салмин родился 25 июня 1975 года в Бузулуке, Оренбургской области в многодетной рабочей семье. Мама Лидия Александровна работала на перчаточной фабрике, отец Александр Александрович — водителем в ПОГАТ, а затем на железной дороге.
Сергей Александрович учился в 130-й (ныне 13-й) школе. В школьные годы увлёкся самбо. После школы окончил Бузулукский гидромелиоративный техникум по специальности «Экономика, бухгалтерский учёт и контроль».
По окончании техникума Сергей Салмин начал тренерскую работу. В 1993—1994 годах проходил срочную службу в рядах российской армии. Затем Сергей Александрович возвращается на работу тренером-преподавателем по самбо.
Трудовая деятельность
С 1993 года — тренер-преподаватель по самбо. Неоднократный чемпион и призёр соревнований разных уровней.
С 2002 года — предприниматель. Занимается строительством, реализацией и перевозкой нефтепродуктов.
В 2015 году был избран депутатом, председателем Совета депутатов Бузулука.
С 31 декабря 2018 по 10 декабря 2020 года — глава города Бузулука
С 11 декабря 2020 по 21 июля 2021 года — министр физической культуры и спорта Оренбургской области.
21 июля 2021 — первый заместитель главы города Оренбурга.
С 24 марта 2022 года — глава города Оренбурга.
13 февраля 2025 года объявил о добровольном участии во вторжении России в Украину.

## Личная жизнь
Салмин женат. С супругой воспитывает пятерых детей.

## Награды
Сергей Салмин имеет награды и звания:
- Благодарность Президента Российской Федерации;
- Благодарности и дипломы Министерства спорта России и Оренбургской области;
- Медаль «За спасение погибающих на водах»;
- Многократный победитель различных российских и международных соревнований;
- Заслуженный тренер России;
- Мастер спорта России по самбо;
- Отличник физической культуры и спорта России[7].